# Dan Alderson
Pour les articles homonymes, voir Alderson.
Daniel John « Dan » Alderson (31 octobre 1941 – 17 mai 1989 ) était un scientifique américain rattaché au Jet Propulsion Laboratory de Californie. Il est aussi un écrivain de science-fiction. 
Issu d'une famille de la classe moyenne, Anderson a fait ses études à Caltech, puis il obtient un emploi au sein du Jet Propulsion Laboratory, où il écrit un logiciel pour le programme spatial Voyager 1 et Voyager 2.
Anderson est membre de la Los Angeles Science Fantasy Society et est éditeur de comics au sein de l'Amateur Press Association CAPA-alpha. Il appartient au fandom des écrivains de science-fiction avec Larry Niven et Jerry Pournelle. Il a créé des concepts futuristes tels : le Alderson drive et le Alderson disk.
Alderson a produit un algorithme Fortran nommé TRAM for Trajectory Monitor pour la navigation dans le système solaire.